# Plutonismus (geologisch)
Unter Plutonismus versteht man geologische Prozesse, bei denen Magma in die Erdkruste eindringt und dort zu Plutonen erstarrt. Das dabei entstehende Gestein nennt man Plutonit, zu ihm gehört z. B. der Granit.
Plutone entstehen in Tiefen von 5 km und mehr. Sie entsprechen in ihrer mineralischen Zusammensetzung weitgehend den vulkanischen Gesteinen, die jedoch vorwiegend Basalte sind, während Plutone überwiegend Granite sind. Die verschiedenen physikalischen und chemischen Entstehungsbedingungen bewirken die unterschiedlichen Erscheinungsformen des weitgehend gleichen Ausgangsmaterials: So ist die Viskosität der siliziumreichen  („sauren“) Schmelzen des Magmas wesentlich höher als die der siliziumärmeren („basischen“) vulkanischen Schmelzen. Darüber hinaus wird das Schmelzverhalten vom Wassergehalt beeinflusst: Bei den wassergesättigten Systemen der Plutone erhöht sich das Schmelzvolumen beim Aufstieg (Druckentlastung), während es bei wasserfreien basaltischen Systemen sinkt. Daraus resultieren die unterschiedlichen Erscheinungsformen trotz gleicher mineralischer Zusammensetzungen.